# Marysia Nikitiuk
Marysia Nikitiuk (en ucraniano: Марися Нікітюк, 26 de octubre de 1986) es una directora de cine, guionista y escritora de ficción ucraniana. Escribió y dirigió Cuando caen los árboles (2018) y coescribió A Casa (2019), que han sido reconocidas como una de las mejores películas ucranianas. Nikitiuk también dirigió Chica afortunada (2021) y publicó una colección de ficción corta, El Abismo (2016), que ganó el Premio Literario Internacional Oles Ulianenko.

## Primeros años y educación
Nikitiuk nació en 1986. Asistió al Instituto de Periodismo de la Universidad Nacional de Kiev, graduándose en 2007. Luego obtuvo una maestría en estudios teatrales en la Universidad Nacional de Teatro, Cine y TV de Kiev, centrándose en el teatro japonés.

## Carrera
Al principio de su carrera, Nikitiuk trabajó en una variedad de medios, escribiendo crítica teatral y creando el sitio web «Teatre», dirigiendo cortometrajes, y publicando una colección de cuentos (El Abismo 2016),  que ganó el Premio Literario Internacional Oles Ulianenko.

### Películas
Es conocida por escribir las películas:
- En árboles (2014)
- Mandrágora (2015)
- Rabia (2016)
- Cuando caen los árboles (2018).[5]

## Vida personal
Hasta la invasión rusa de 2022, Nikitiuk vivió en Kiev.